# 鮪屬
鮪屬（學名：Thunnus）又名金槍魚屬，是金槍魚族（該族統稱為鮪魚）下5屬之一的海洋生物，在英語中該屬物種也被統稱為真鮪魚（true tuna, real tuna）。本屬有8個物種，其中多數物種體積巨大，最大的體長達3.5米，重達600至700公斤，而最小的物種只有3公斤重。本屬當中的鮪魚繁殖能力强，一條50公斤重雌魚，每年可產卵500萬粒之多。但是因為成長速度慢，魚群總數量在濫捕中持續下降，從前有捕捉過三、四十歲的大體型鮪魚，但到目前十多歲的中型鮪魚也已經很少。
本屬鮪魚的肉色為紅色，這是因為鮪魚的肌肉中含有了大量的肌红蛋白所致。有些鮪魚，例如藍鰭鮪（T. thynnus、T. maccoyii、T. orientalis）可以利用泳肌的代謝，使體內血液的溫度高於外界的水溫。這項生理功能使鮪魚能夠適應較大的水溫範圍，从而能夠生存在溫度較低的深海水域。同時高體溫能保證游泳速度快，瞬時速度可達每小時160公里，平均速度約每小時60至80公里。分布在印度洋、太平洋中部與大西洋中部、屬於热带-亚热带大洋性鱼。鮪魚的活動範圍極廣，過去曾經在日本近海發現過來自美國加州的鮪魚。
本屬鮪魚是一種很受歡迎的海產，經濟價值高。由於各國政策、活動及漁民們的過度捕撈，已對牠們的种群数量造成威脅，其中藍鰭鮪的數量已經下跌90%。此外它們的個體單位重量也不斷下跌。因此國際間開始管制鮪魚的捕撈，但成效相當有限。目前圈養鮪魚還未商轉，雖然魚苗的人工培育首先在日本已經完成，但孵育長大中會吃掉體型過小的同類，很難確保中間育成生存率，而且大型鮪魚大到可以宰殺需要吃掉體重十多倍的飼料，來源還是沙丁魚、章魚等較為昂貴的肉類，加之飼養要6年以上的時間，並在這期間持續提供十度左右的冷卻鹹水，還需要偌大的水體免得魚以高速撞擊養殖箱，所以目前商業化的鮪魚還處於養殖技術前沿階段。

## 鮪魚食法
鮪魚目前仍為常見食用肉類，有多種食法，日本人喜歡把鮪魚切成生魚片或製成壽司，歐洲及美國人則會把鮪魚弄碎製成罐頭，可製做三明治等食品。臺灣人在過去生魚片、壽司文化未流行前，鮪魚為低價魚，熟食烹煮肉質堅硬，不受歡迎，多做成罐頭低價販賣或出口。
多個國家研究指示，因鮪魚是生命週期比其他魚類較長，處於食物鏈金字塔頂端消費者，不論是鮪魚鮮肉，直至罐頭鮪魚肉中含有有害人體的重金屬成分如：汞（水銀）、鎘、鉛等，以及戴奧辛、多氯聯苯及其他環境荷爾蒙等化學污染物。除此之外，鯊魚、旗魚也有同樣程度的污染。
日本將鮪魚的魚腹部分稱為「拖羅（日语： toro）」，被認為是鮪魚最肥美的部份，一般都只是用來切成生魚片。

### 鮪魚營養價值
金枪鱼等具有重要的经济意义和重要的食物来源。 这些物种中包括大约 40 种生活在大西洋、印度洋和太平洋以及地中海的物种。

## 臺灣常見的品種

### 北方藍鰭金槍魚（黑鮪魚）
產量是鮪魚的漁獲量之2%，是鮪魚類中體型最大的，分布北半球溫帶海域，屬高度洄游魚種。
一般以黑鮪魚肚當作生魚片中的最好美食、背部吃起來就像高級牛肉、下巴多用烤的來吃、魚頭則是拿來煮湯或清蒸。血液含有鐵質、魚肉富含EPA、DHA、核酸與多種維生素，黑鮪魚身價超過民間的烏魚子。
黑鮪魚因受到日本壽司流行影響，全球大量捕撈食用，數量大減且瀕臨絕種，極可能在近數十年內滅絕。

### 長鰭鮪
體背藍黑、腹部白色、是他最明顯的特徵，才稱之為長鰭鮪。分布於三大洋的熱帶、溫帶海域，一般長鰭鮪身體長40至100公分。棲息溫度範圍在10至28℃，適合水溫為10至20℃。

### 南方黑鮪
俗名「油串」，分佈於南半球三大洋，即南太平洋、印度洋和南大西洋，肉質跟口感跟北方相似，南方黑鮪價格超過北方，原因在北方黑鮪肉質較差。與北方黑鮪比較則顏色較深、體型較小。南方鮪魚屬於經常洄游魚種，成長過程比較緩慢，然而平均體長160至200公分。因為魚肉顏色變化比較快，所以適合拿來做壽司。

### 黃鰭鮪
俗名「串仔」，體背藍黑、腹部銀白色為最明顯之特徵，名為黃鰭鮪。它的顏色是其他鮪魚種類最豐富的，廣範分布於三大洋之熱帶、亞熱帶海域，約為南、北緯40度間之海域。最大體長可達200公分、體重170公斤以上，一般約體長150公分。棲息溫度範圍在18至31℃之間，適合水溫為19至26℃。生命周期是5到7年，平均重量10到70公斤重，大小則是40至180公分，佔所有鮪魚產量百分比約35，台灣分布的地區有小琉球、綠島、東部。它的肉質較為堅硬、味道清淡，比較不會有鮪魚特殊的氣味。

## 相關活動與影響

### 臺灣
鮪魚（台羅：tshǹg-á，正字：串仔，客羅：Vi-ng），因臺灣屏東縣東港鎮舉辦多年的東港黑鮪魚文化觀光季而給該鎮帶來相當大的旅遊觀光收益。但就生態的方面看，短短幾年，黑鮪魚從1990年間的每季上萬隻降到2001年間的6千多條，再降到2002年間的5千多條；2003年雖然捕了8千多條，但平均每尾只重187公斤，比2002年同期減輕了8%。

### 索馬里
而在索馬里，非法的入境的漁船引起了本地漁民的憤怒。這與索馬里海盜的出現也有一定的關係。

## 圖片

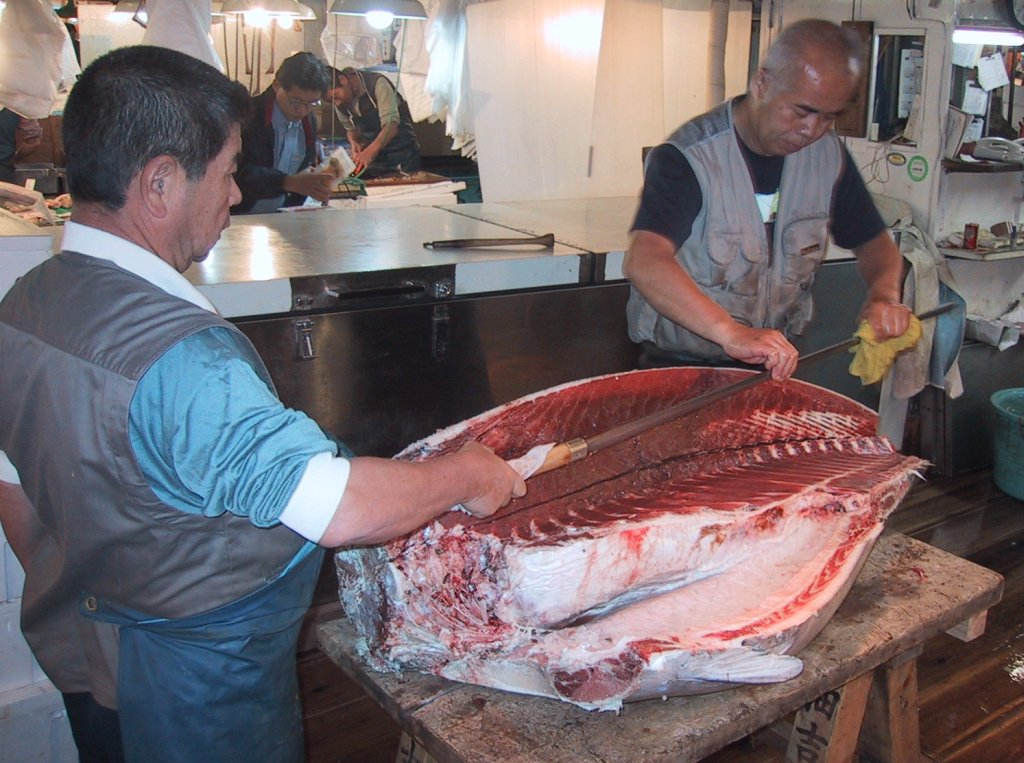
東京築地市場切鮪魚的情況
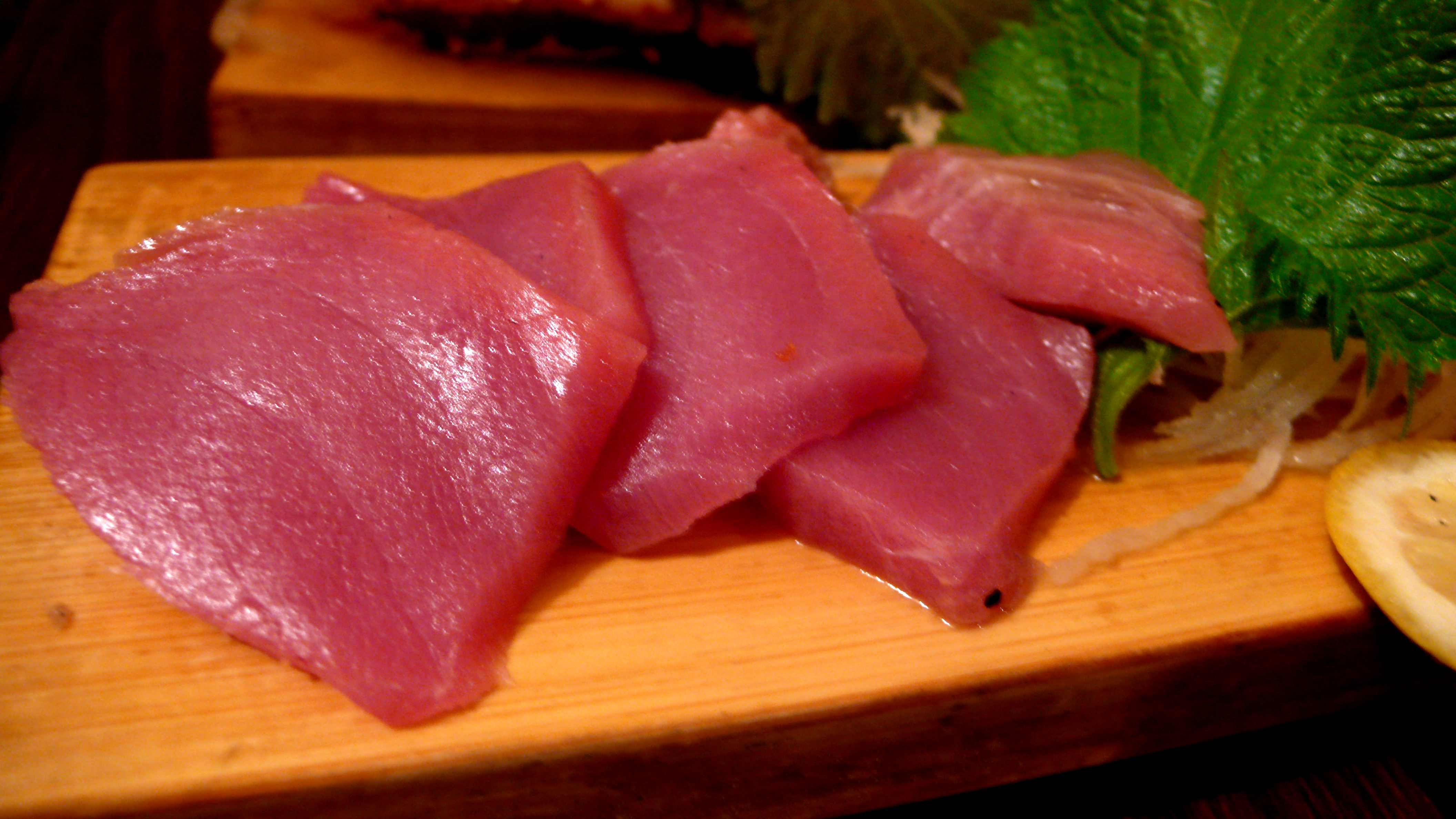
黑鮪魚生魚片
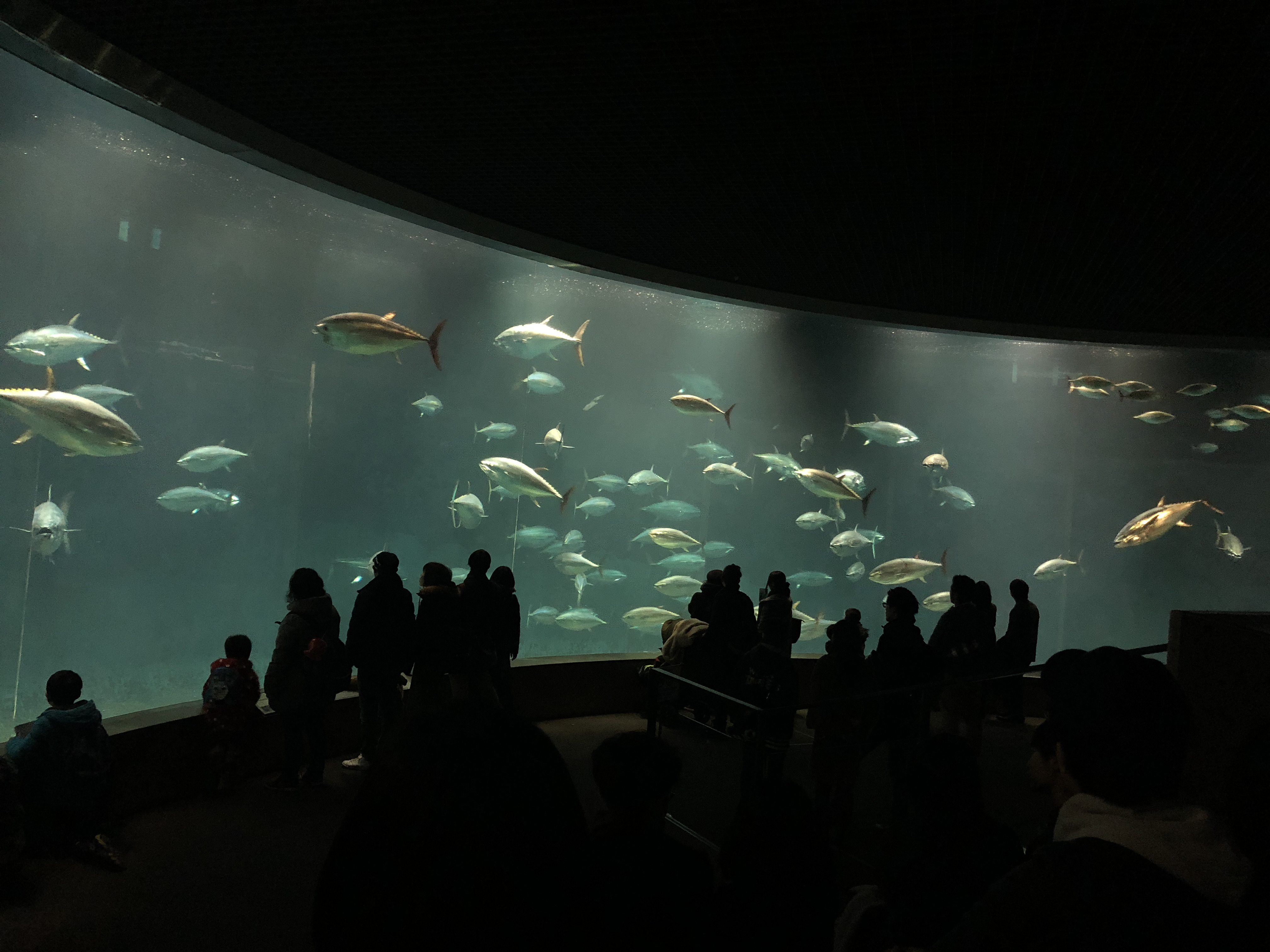
日本东京葛西临海公园的观赏用鲔鱼
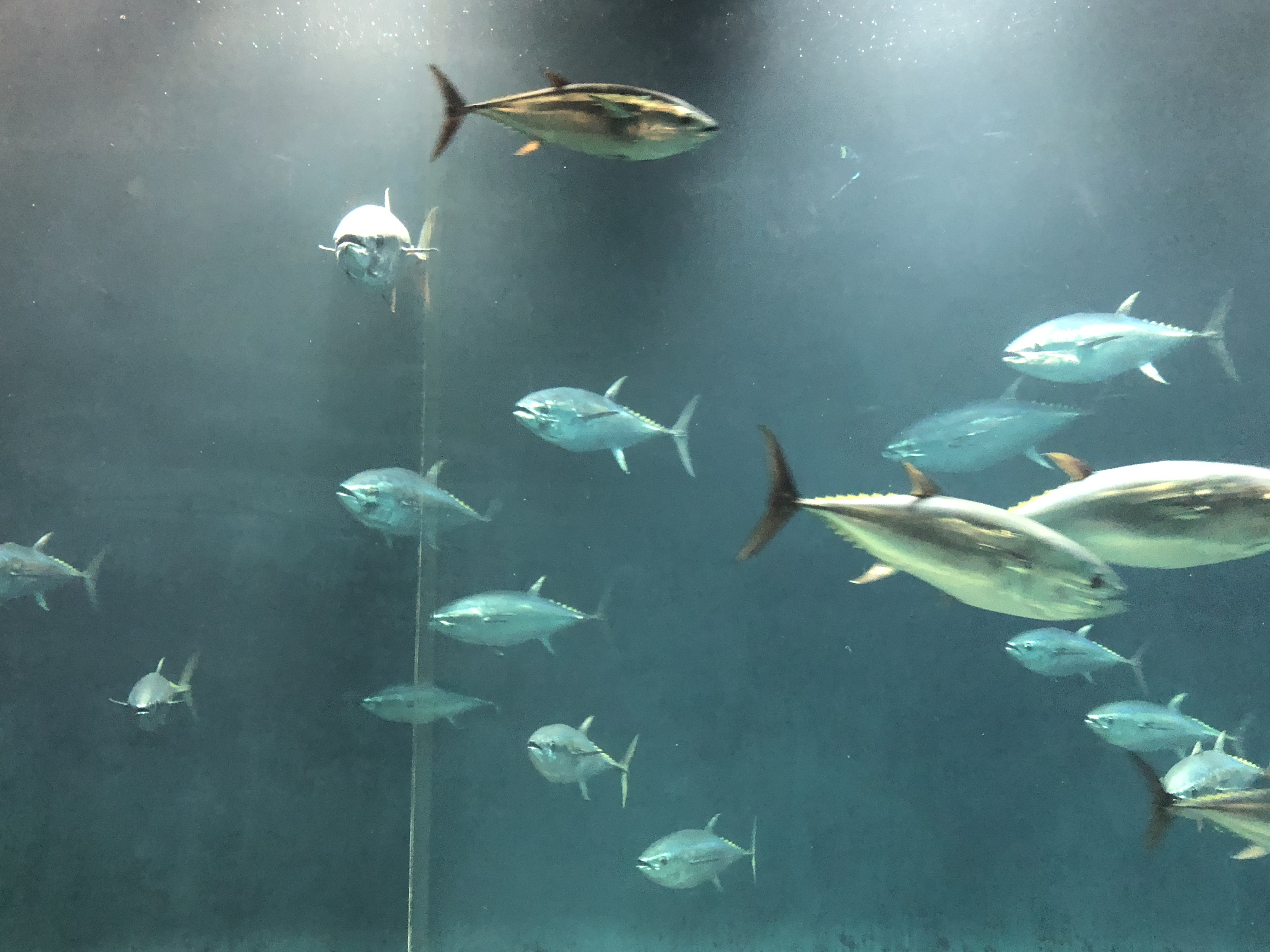
日本东京葛西临海公园的观赏用鲔鱼
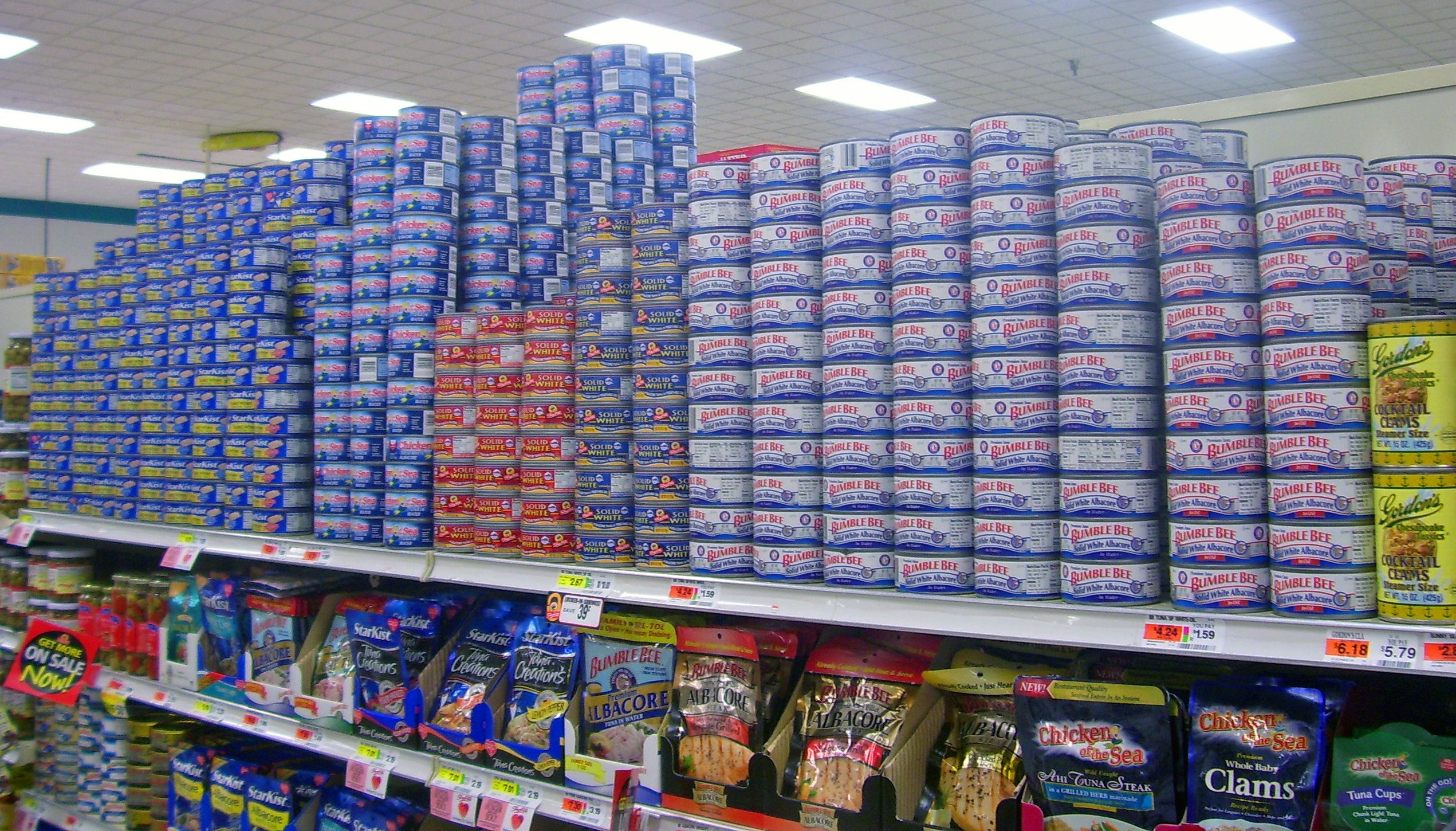
罐頭鮪魚